# Gbakpodji
Gbakpodji è un arrondissement del Benin situato nella città di Bopa (dipartimento di Mono) con 6.167 abitanti (dato 2006).